# Колобжег
Коло́бжег (пол. Kołobrzeg МФА: [kɔˈwɔbʐɛk]о файле, кашуб. Kòlbrzég), немецкое название Ко́льберг (нем. Kolbergо файле) — курортный город и бывшая крепость в Польше, на реке Парсента, близ её впадения в Балтийское море. Четвёртый по числу жителей (46 908) город Западно-Поморского воеводства. Исторический центр города полностью разрушен во время Второй мировой войны.

## История

### Средние века
Колобжег (в переводе с пол.  — «около берега») — город, возникший на месте славянской крепости (причём древний город находился на месте сегодняшней деревни Будзистово, но позже был перемещён). Существовал и был центром епархии во времена древнепольского государства Мешко I и Болеслава Храброго. Первым колобжегским епископом был Рейнберн, который входил в свиту дочери Болеслава — жены Святополка Окаянного и, будучи арестован Владимиром, умер в тюрьме в Киеве. В Киев Рейнберн отправился после того, как Болеслав эвакуировал свои войска из Колобжега, которому угрожали язычники, в 1013. Век спустя город был возвращён Болеславом III Кривоустым, но сохранял фактическую автономию и был под сильным немецким влиянием.
В 1284 году Колобжег принят в ганзейский союз; с тех пор (до 1945) входил в германские государства (в 1637—1721 в составе Шведской Померании) и был известен преимущественно под немецким именем Кольберг (переосмысленное как «капустная гора» славянское название).
В. Н. Татищев видел в колбягах средневековых источников жителей поморского города Колобжега.

### Прусская крепость
В начале Семилетней войны гарнизон Кольберга состоял всего из 700 человек милиции (народного ополчения) и инвалидов (ветеранов).

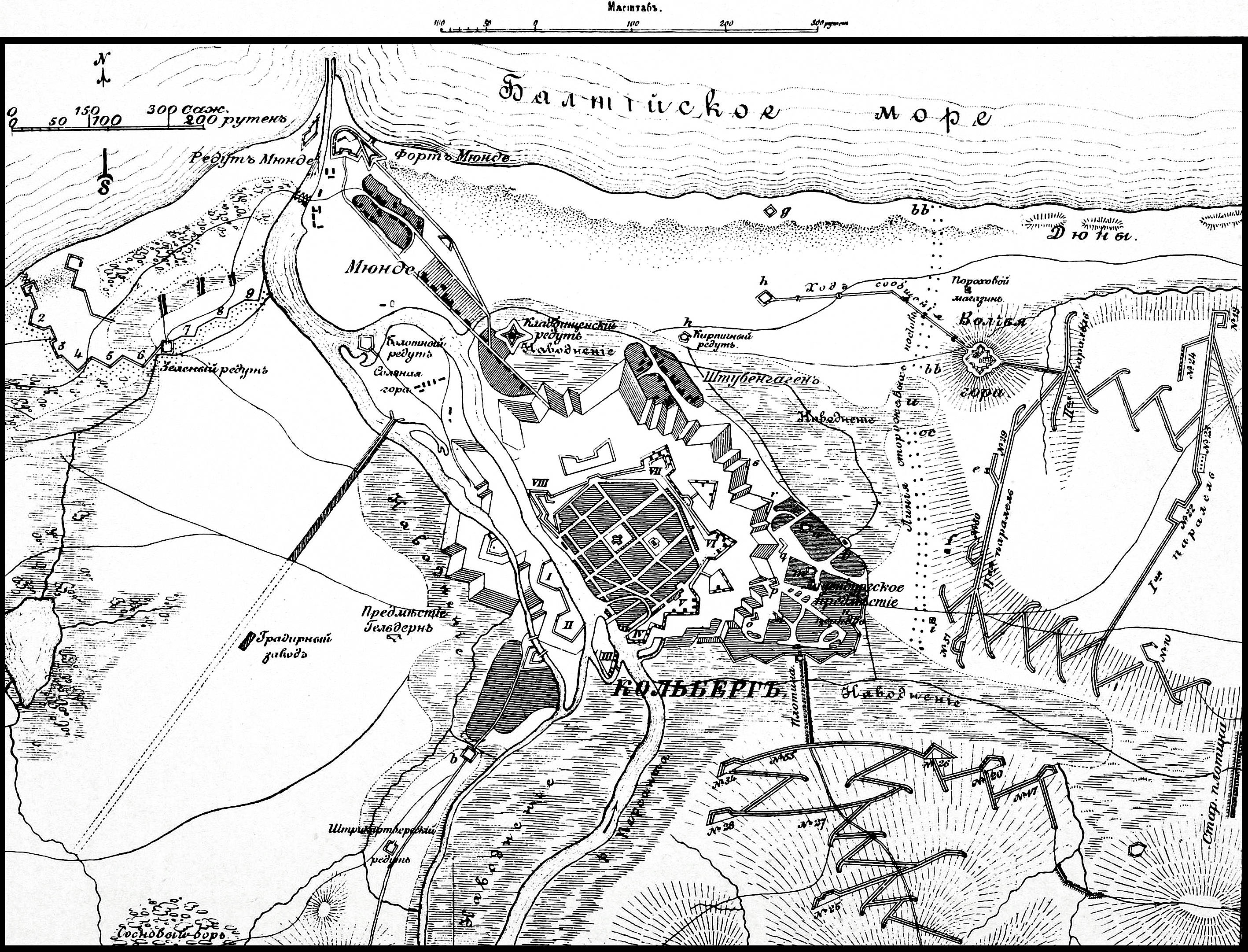
Осада Кольберга (1807)

После сражения при Цорндорфе (1758) российские войска предпринимали действия с целью овладеть Кольбергом, чтобы иметь безопасный пункт для склада запасов и для связи с флотом; однако их попытки не увенчались успехом, пока дело не было поручено П. А. Румянцеву, который подошёл к крепости в августе 1761 года с отрядом численностью около 15 тысяч человек. В это время под Кольбергом, в укрепленном лагере, находился прусский отряд (18 тысяч), под начальством принца Вюртембергского; для содействия же Румянцеву с моря прибыл флот адмирала З. Д. Мишукова (под непосредственным командованием А. Полянского), привезший до 7 000 человек подкрепления. Осада началась 2 сентября. В конце октября принц Вюртембергский принужден был вследствие недостатка продовольствия удалиться от Кольберга, но крепость, благодаря храбрости коменданта, полковника Гейдена, продолжала держаться до 5 (16) декабря и сдалась лишь из-за отсутствия припасов.
В коалиционную войну 1806—1807 годов Кольберг был осаждён французами под начальством маршала Виктора, однако устоял благодаря коменданту, майору Гнейзенау, смелым партизанским действиям легендарного офицера Фердинанда фон Шилля и патриотизму жителей.

### Новейшая история
С 1873 года укрепления Кольберга были закрыты, остались только форт и четыре шанца со стороны моря. В конце XIX века в городе были паровые лесопильни, фабрика сельскохозяйственных машин, чугунолитейный завод, соляные источники с насыщенным водным раствором поваренной соли. Имелись 8 хорошо приспособленных купальных заведений, в которых можно было принимать также лечение грязевыми и паровыми ваннами.

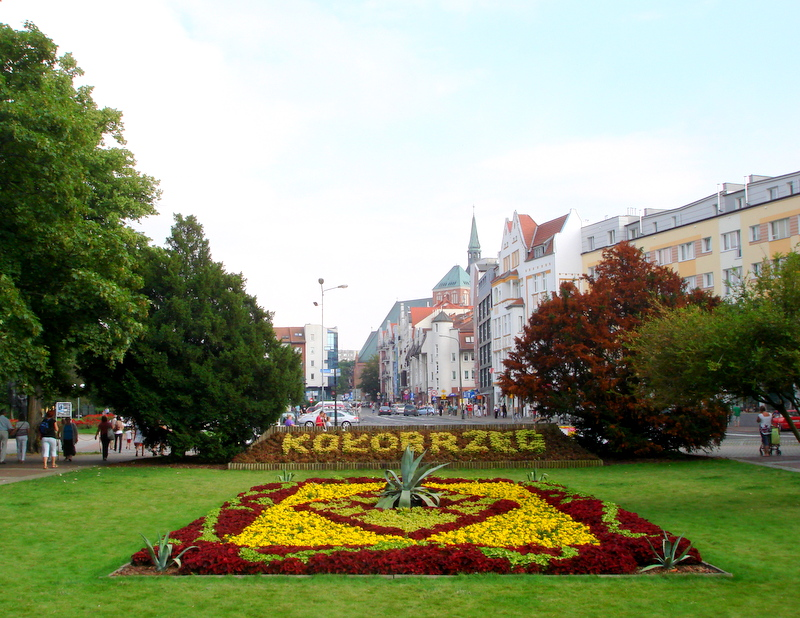
Колобжег — Площадь 18 Марта

«Энциклопедический словарь Брокгауза и Ефрона» так говорит о курортном значении Кольберга в ту эпоху: «Кольберг, находясь на берегу моря, представляет хорошую морскую купальную станцию, что позволяет комбинировать действие рассольных ванн с укрепляющим морским воздухом или чередовать морские ванны с рассольными. Кольберг рекомендуется золотушным, малокровным и поправляющимся после перенесенных истощающих болезней».

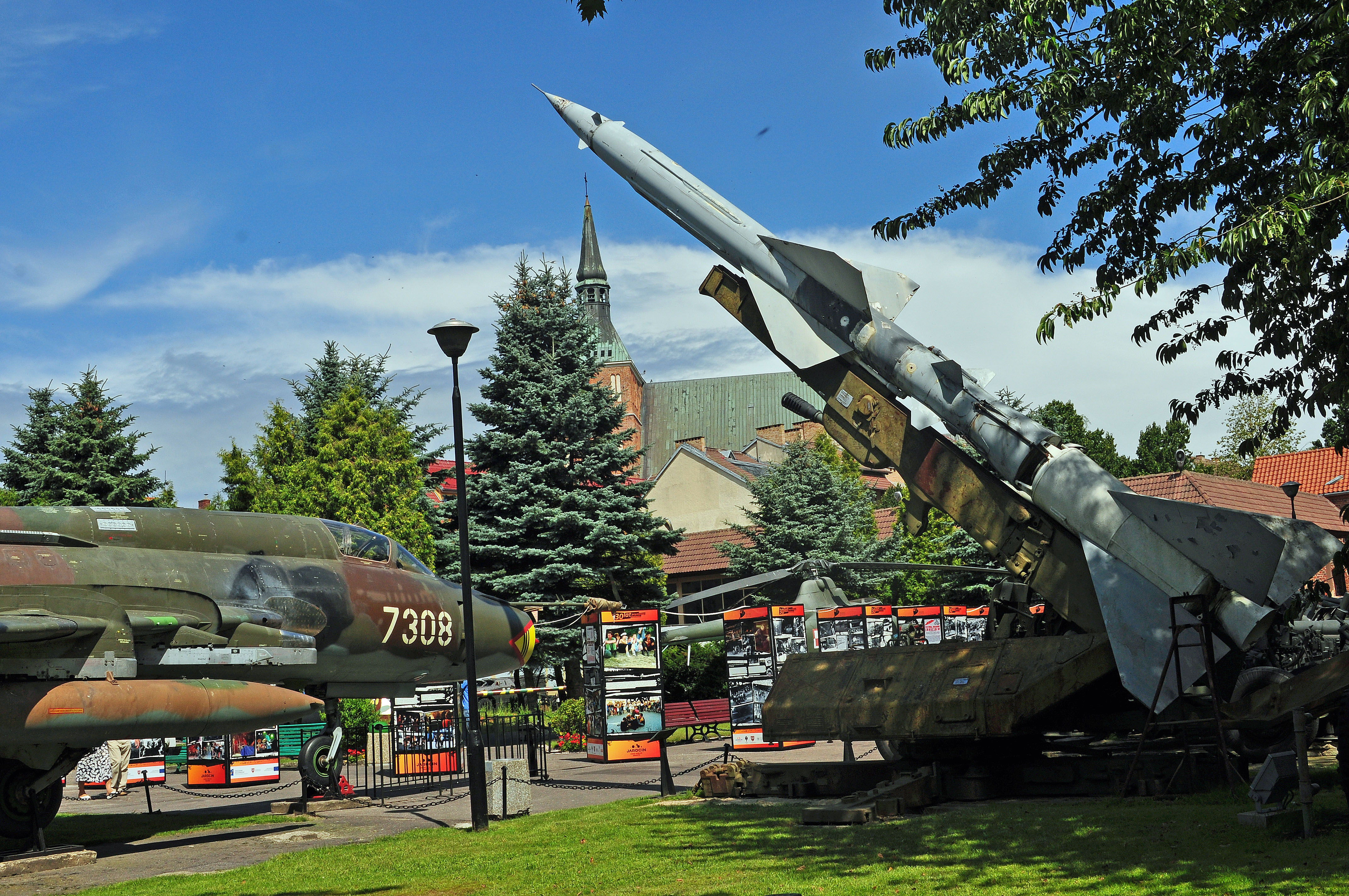
Музей польского оружия

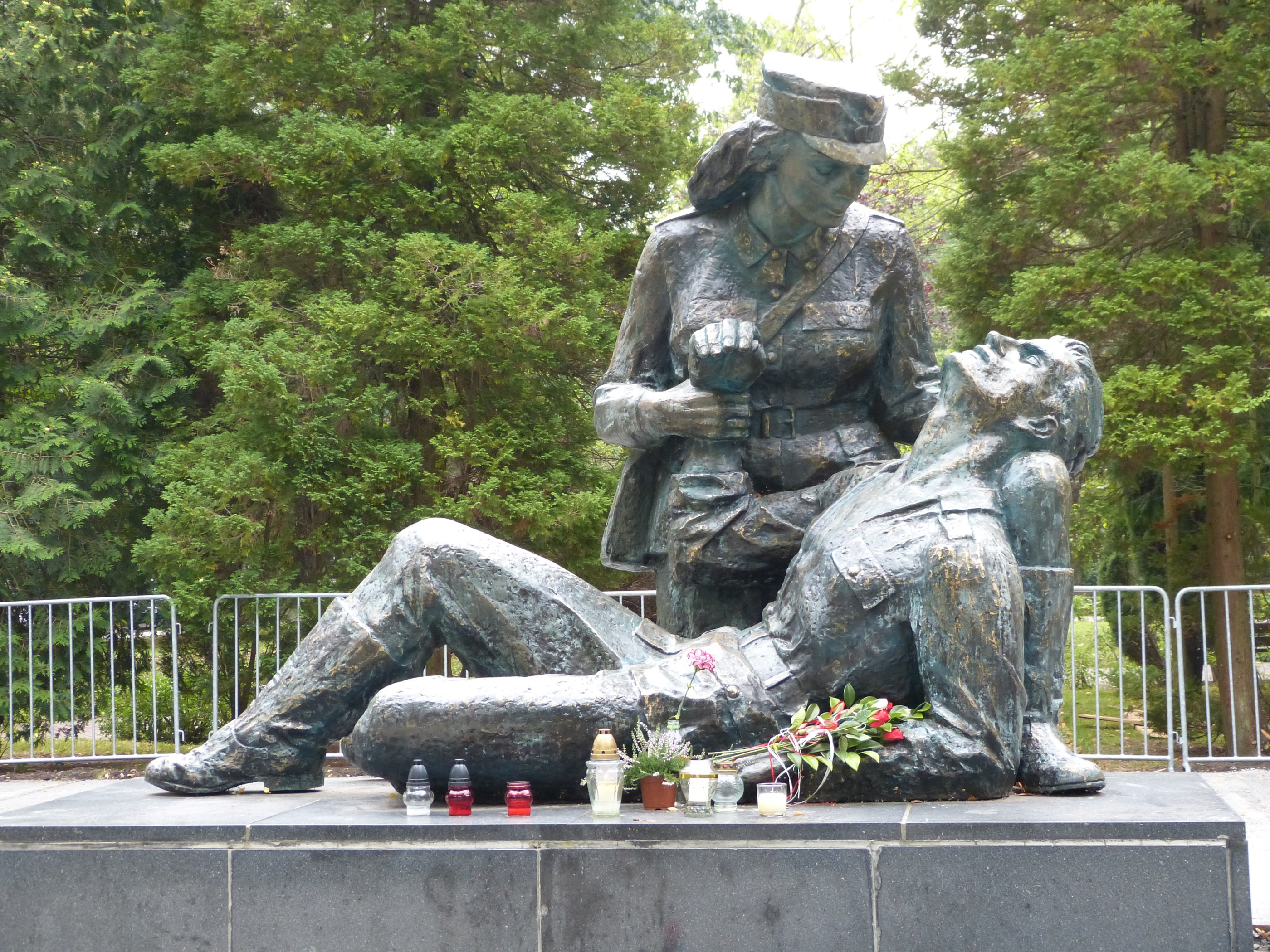
Памятник санитарке

В 1943—1945 по распоряжению Йозефа Геббельса был снят пропагандистский фильм «Кольберг» главного нацистского режиссёра Файта Харлана, изображающий защиту города в кампанию 1806—1807 гг. благодаря патриотизму добровольцев и партизан. В этом супербюджетном цветном фильме были задействованы в качестве массовки отозванные с фронта солдаты вермахта. Фильм вышел на экраны в самом начале 1945 года, уже слишком поздно для того, чтоб сыграть какую-либо пропагандистскую роль; поражение Германии было предрешено, большинство кинотеатров было разрушено или закрыто, и вскоре после появления картины настоящий Кольберг был взят советскими войсками (причём 80% домов было разрушено в ходе кровопролитных боёв 4—18 марта 1945).
В том же 1945 году часть Померании с Кольбергом по решению союзников была отделена от Германии, и город вновь стал польским Колобжегом, будучи полонизирован и по национальному составу (большинство немцев или погибли, или покинули город ранее). В Колобжеге польскими военными был повторён символический ритуал «Обручение Польши с морем». В 1950 году в нём жило лишь 7 000 человек (по сравнению с довоенными 30-ю тысячами). Рост населения, масштабное строительство и восстановление значения Колобжега как курорта началось лишь в 1960—1970-е.

## Города-побратимы
- Бад-Ольдесло, Германия
- Барт, Германия
- Фоллоника, Италия
- Кукельберг, Бельгия
- Ландскруна, Швеция
- Борнхольм, Дания
- Нюборг, Дания
- Панков, Германия
- Пори, Финляндия
- Симрисхамн, Швеция
- Опатия, Хорватия
- /[6] Феодосия, Россия/Украина[6]

## Достопримечательности

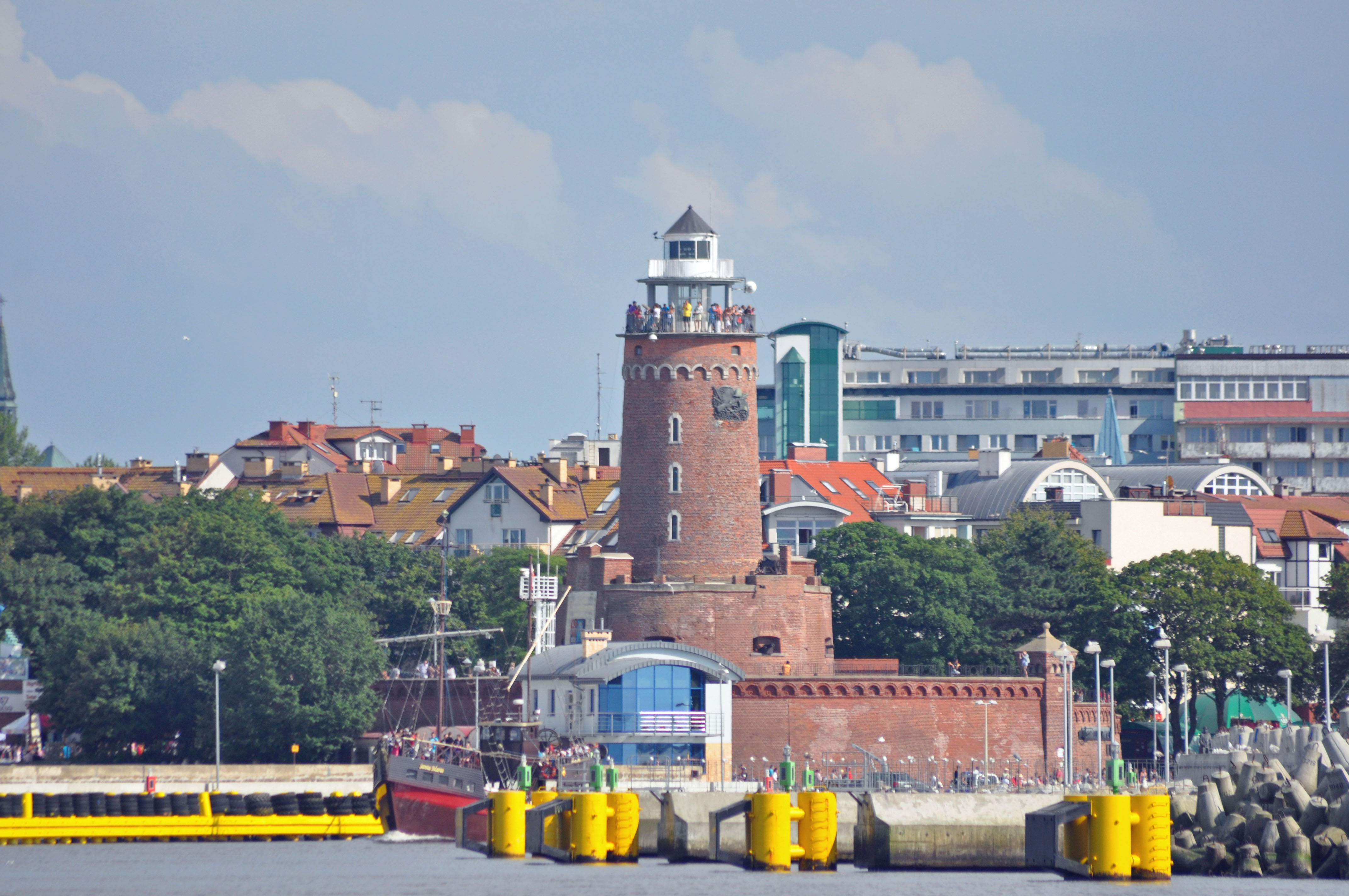
Колобжегский маяк

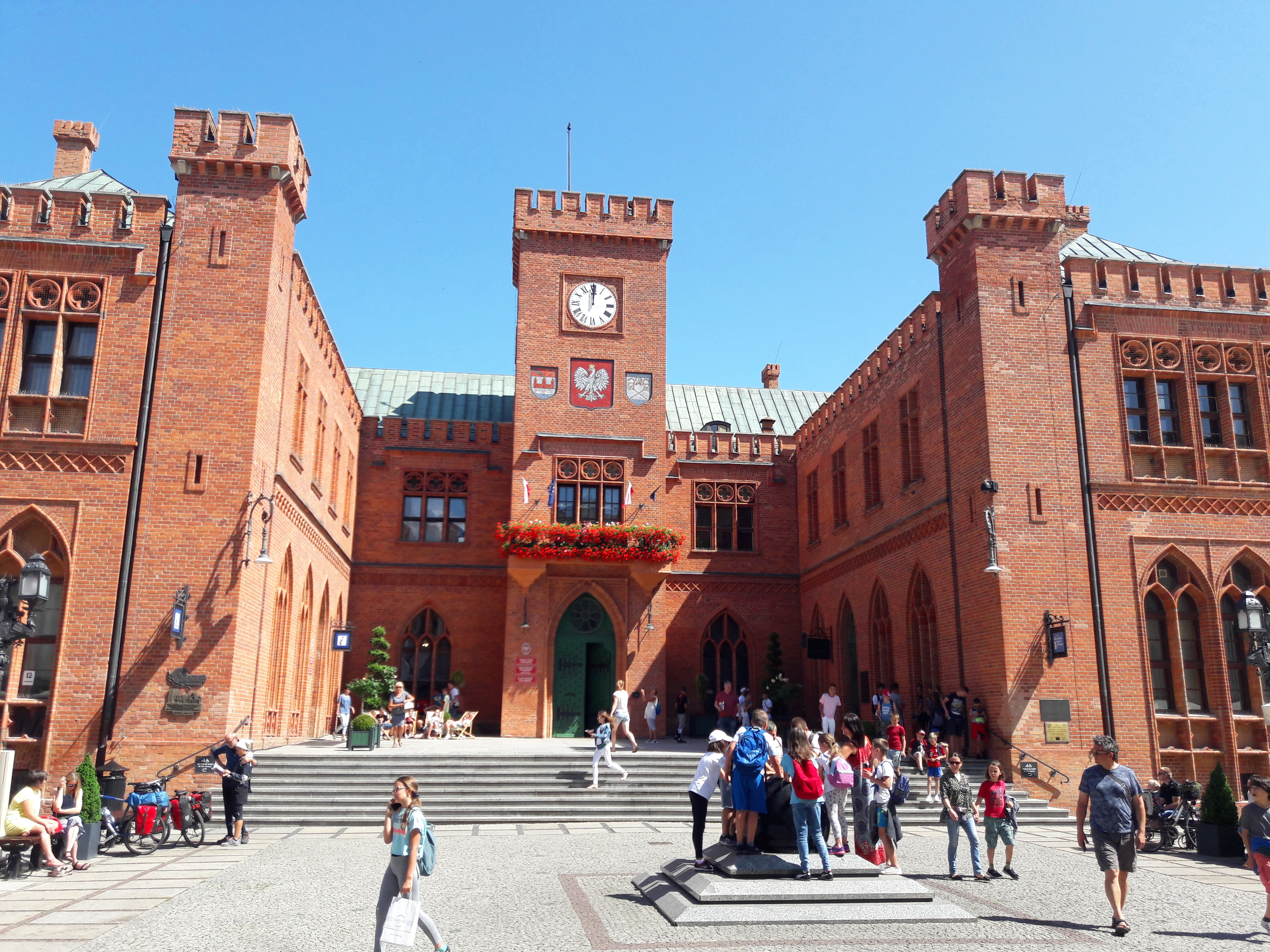
Неоготическая ратуша (архитекторы Карл Фридрих Шинкель и Эрнст Фридрих Цвирнер)

- Памятник санитарке (Колобжег)

### Морской курорт
Колобжег сегодня является популярным туристическим направлением для поляков, немцев, а благодаря паромному сообщению с Борнхольмом, также датчан. Он представляет собой уникальное сочетание морского курорта, оздоровительного курорта, старого города, полного исторических памятников и туристических развлечений (например, многочисленных «пивных садов»). 

### Колобжегский пирс
Колобжегский пирс в настоящее время является вторым по длине пирсом в Западно-Поморском воеводстве после пирса в Мендзыздрое. 

### Городской музей
В городе есть музей польского оружия (Muzeum Oręża Polskiego), в собраниях которого представлены военные коллекции от раннего средневековья до наших дней. Дворец Брауншвейг включает в себя часть музея, посвященную истории города. В своих залах филиал представляет коллекцию редких и распространенных измерительных инструментов. 
В Краеведческий музей также входит пришвартованный в порту сторожевой корабль ОРП Фала, построенный в 1964 году, после ухода со службы преобразованный в музей.